# Jacques Bodoin
Pour les articles homonymes, voir Baudoin.
Ne doit pas être confondu avec Jacques Baudouin.
Jacques Bodoin, né le 26 mars 1921 à Clichy et mort le 8 mars 2019 à Dieulefit, est un artiste de music-hall, humoriste et parolier français,, particulièrement connu comme créateur du personnage de « Philibert, cancre notoire ».
Il fait carrière principalement au music-hall et à la radio, ainsi que dans le doublage de films animés, prêtant notamment sa voix au personnage de Pollux dans Le Manège enchanté.

## Biographie

### Origines familiales et formation
Jacques Bodoin est issu d'une famille de coiffeurs. En 1927, ses parents ainsi que son oncle et sa tante, ouvrent à Tournon-sur-Rhône, un salon de coiffure (situé au numéro 39 de la Grande Rue).
Il est élève de l'école communale du Quai Farconnet, puis fait ses études secondaires au lycée de la ville. Il est reçu au baccalauréat en 1939, et envisage de faire des études de médecine, projet interrompu par le déclenchement de la Seconde Guerre mondiale le 3 septembre 1939.

### Seconde Guerre mondiale et après-guerre (1939-1947)
Pendant la période de l'Occupation et du régime de Vichy, il monte des spectacles de théâtre avec des amis de Tournon.
Passé dans la Résistance, il termine la guerre dans les rangs des tirailleurs marocains.
Il apprend à chanter avec le vocaliste Louis Liébard chez Les Compagnons de la musique (futurs Compagnons de la chanson) dont il a fait la connaissance à Lyon et avec lesquels il débutera au music-hall. Mais il quitte le groupe six mois plus tard[Quand ?], au moment où ses membres s'apprêtent à poursuivre leur carrière aux côtés d'Édith Piaf.
Fin 1945, Jacques Bodoin devient chansonnier au Petit Casino à Paris en interprétant Les bourgeois de Calais. Il prend alors le pseudonyme de « Jacques Parthenay », un autre imitateur exerçant sous le nom de Georges Bodoin.
En 1947, Alibert l'embauche au théâtre des Deux Ânes.

### Carrière
Il joue au théâtre des Deux Ânes jusque dans les années 1980.
En 1953, immobilisé un moment par un accident de la route, il est recruté par Gilbert Cesbron pour Radio Luxembourg, antenne sur laquelle il crée le personnage du cancre Philibert qui lui donnera une grande notoriété.
Aux côtés d'Annie Fratellini, il présente une émission de télévision pour la jeunesse (Le bœuf, l'âne et leurs amis) l'après-midi du 24 décembre 1966 sur la première chaîne ; émission réalisée, comme souvent dans les années 1960, par Jean Nohain, André Leclerc et Gabrielle Sainderichin.
À partir de 1970, il anime une émission quotidienne de deux heures sur Europe 1 Avec le sourire de Jacques Bodoin.

### Vie privée

#### Famille
Dans les années 1960, Jacques Bodoin s'installe à Méréville dans l'Essonne. Il participe à la vie locale notamment en acceptant d'organiser plusieurs rétrospectives costumées.
Jacques Bodoin s'installe ensuite à Dieulefit dans la Drôme.
Il épouse l'actrice Micheline Dax en 1960. Ils ont une fille, Véronique Bodoin, devenue elle aussi comédienne et animatrice de télévision. Ils divorcent à la fin des années 1960.
Jacques aura une autre fille, Marie, de sa deuxième épouse, Michèle.

### Mort
Il meurt à l'âge de 97 ans le 8 mars 2019 à Dieulefit. Il est inhumé dans le caveau familial au cimetière communal.

## Activité professionnelle

### Sketches
Jacques Bodoin s'est rendu célèbre avec le personnage de Philibert, grâce à des sketches devenus des classiques du genre comédie de boulevard[pas clair] : 
- La table de multiplication (3,5 millions de 45 tours[réf. nécessaire]) ;
- La leçon d'anglais ;
- La panse de brebis farcie.

En 1962, il annonce son intention de faire un procès aux producteurs du film La Guerre des boutons à cause de la phrase célèbre prononcée par Petitgibus : « Si j'aurais su, j'aurais pas venu », phrase qui ne figure pas dans le roman de Louis Pergaud, mais qui est souvent utilisée par Philibert. Il déclare : « Je subis un préjudice car les spectateurs croient que j'ai piqué cette phrase dans le film et je passe pour un imbécile. En conséquence je demande que le film soit coupé et que cette réplique du dialogue soit retirée. »

### Cinéma et télévision
Il apparaît dans plusieurs films et séries télévisées notamment :
- La Grande Vadrouille (1966) : le chanteur d'opéra ;
- Vidocq (1967) ;
- Minouche (1969) Il interprète le comte Hector de la Brulardière ;
- Le Viager (1971) : le notaire.

### Doublage
Il participe aux premiers doublages de films de Walt Disney, notamment de :
- Mickey Mouse et Donald Duck dans Le Déménagement de Mickey (1936) (1er doublage) ;
- Mickey, Donald, Dingo et Jiminy Cricket dans Coquin de printemps (1947) (1er doublage) ;
- les souris Jaq et Gus dans Cendrillon (1950) (1er doublage) ;
- rôle inconnu dans Alice au pays des merveilles (1951) (1er doublage).

Jacques Bodoin a aussi prêté sa voix à différents personnages de la télévision française :
- Pollux (Le Manège enchanté de 1965 à 1966)[9], auquel il a donné un fort accent anglais, bien que Pollux ressemble beaucoup à un puli hongrois ;
- le Grand Yaka dans Titus le petit lion, série télévisée créée et réalisée par Aline Lafargue. Aux côtés de sa femme, Micheline Dax, le comédien est la voix du Grand Yaka, maître du pays de Jaimadire, grand amateur de croissants et symbole du Mal que Titus doit affronter. Jacques Bodoin prête également sa voix au pingouin-majordome Moska, au pélican Melchior et au singe Cela. Les 65 épisodes diffusés (sur 78 réalisés) remportent un grand succès ;
- le lion de Cléopâtre, le chamelier chanteur et divers "des esclaves" dans Astérix et Cléopâtre (1968) ;
- Clem dans Lucky Luke (1972).

### Théâtre
- 1960 : Les Assassins du bord de mer de Jean Guitton, mise en scène Robert Manuel, Théâtre des Arts
- 1961 : Que les hommes sont chers ! de Jaime Silas, mise en scène Robert Manuel, Théâtre Daunou
- 1962 : Le Guilledou de Michael Clayton Hutton, mise en scène Robert Manuel, Théâtre Michel
- 1969 : Interdit au public de Jean Marsan, mise en scène Jean Le Poulain, Théâtre des Célestins
- 1974 : The Tour de Nesles d'Alec Pierre Quince d'après Alexandre Dumas, mise en scène Archibald Panmach, Théâtre de la Porte-Saint-Martin.

### Opérette
- 1960 : La Chauve-Souris de Johann Strauss II, rôle de « Tourillon » (film TV) Orchestre et Chœurs de l'ORTF sous la direction de J.-C. Hartemann.

## Hommages
Le théâtre de Tournon-sur-Rhône porte son nom.